# شينا لينجار
شينا لينجار (مواليد 29 نوفمبر 1969) (بالفرنسية: Sheena S. Iyengar)‏ أستاذ إدارة الأعمال في قسم الإدارة في كلية كولومبيا للأعمال، ترتكز أبحاثها على العديد من جوانب صنع القرار، قدمت محاضرات في TED حول الاختيار، لها كتاب «فن الاختيار» (2010).